# Société orientale allemande

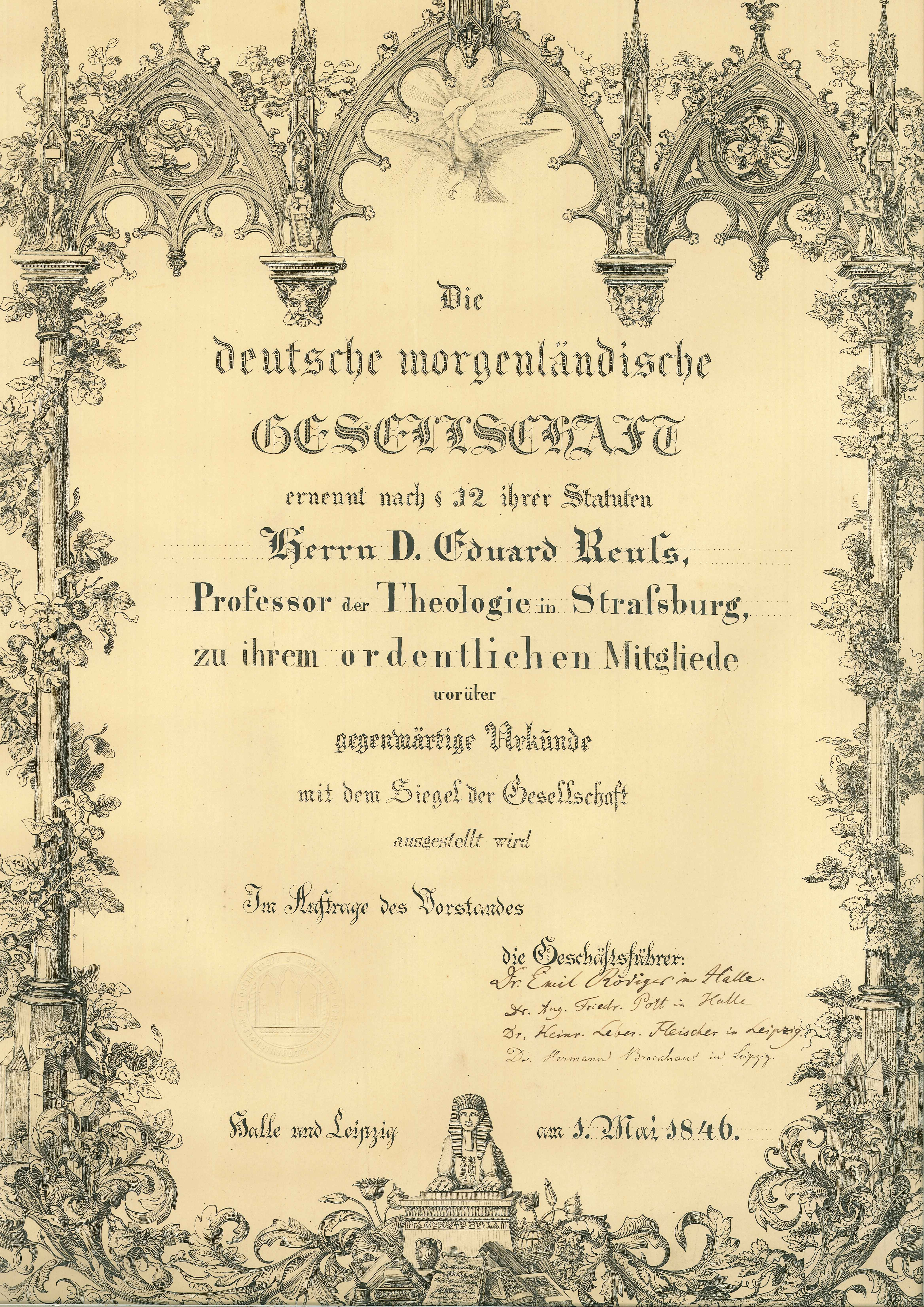
Adhésion à la DMG d'Édouard Reuss, professeur de théologie à l'université de Strasbourg, en 1846.

La Société orientale allemande (Deutsche Morgenländische Gesellschaft, DMG, littéralement « Société allemande du Levant ») fondée le 2 octobre 1845 à Leipzig, est la société savante la plus ancienne d'Allemagne consacrée à l'orientalisme scientifique.
Le champ d'études de ses membres est vaste, à la différence de ceux de la Deutsche Orient-Gesellschaft (Société allemande d'Orient) qui se consacrent avant tout à l'archéologie. Cela va de la linguistique, à la culture au sens large, à la philosophie et aux religions orientales, à la sociologie, à l'archéologie, à l'histoire et à la géographie, etc. du Proche-Orient et du Moyen-Orient, Asie mineure et Asie centrale ou Asie moyenne, ainsi que certaines autres régions d'Asie, d'Océanie ou encore d'Afrique. Depuis quelques années, la DMG a pris une nette orientation vers la sociologie et l'étude politique. 

## Historique
Heinrich Leberecht Fleischer (1801–1888), arabisant à l'université de Leipzig, est considéré comme le fondateur de la société. Richard Pischel, secrétaire de la société de 1886 à 1902, a marqué l'histoire de la DMG par ses recherches sur le prakrit. Il était indianiste et professeur à l'université de Halle.
Plusieurs translittérations pertinentes de l'arabe en caractères latins (romanisation DMG) ont été adoptées en 1936 au congrès international des orientalistes de Rome, dans le cadre de textes arabes, persans ou turcs.  Il existe en plus aujourd'hui la norme DIN 31635. En ce qui concerne la langue turque de l'Empire ottoman, sa translittération est basée sur celle de l'İslâm Ansiklopedisi de 1940.
Il n'y a pas eu d'interruption de la DMG après la chute du Troisième Reich puis une « refondation » en 1948, comme on l'a prétendu; au contraire les publications de la Zeitschrift der DMG n'ont jamais cessé. Seuls les travaux de recherches ont été interrompus (selon les termes employés de la nouvelle assemblée générale de juin 1948) et Scheel et Hartmann ont maintenu l'exploitation externe de la Société. Quant au siège, il a été transféré à Mayence.
Depuis le 28 septembre 2006, la DMG s'est installée à Halle. L'assemblée des membres se tient en divers endroits, comme en 2010 au congrès des orientalistes d'Allemagne qui s'est tenu à Marbourg.

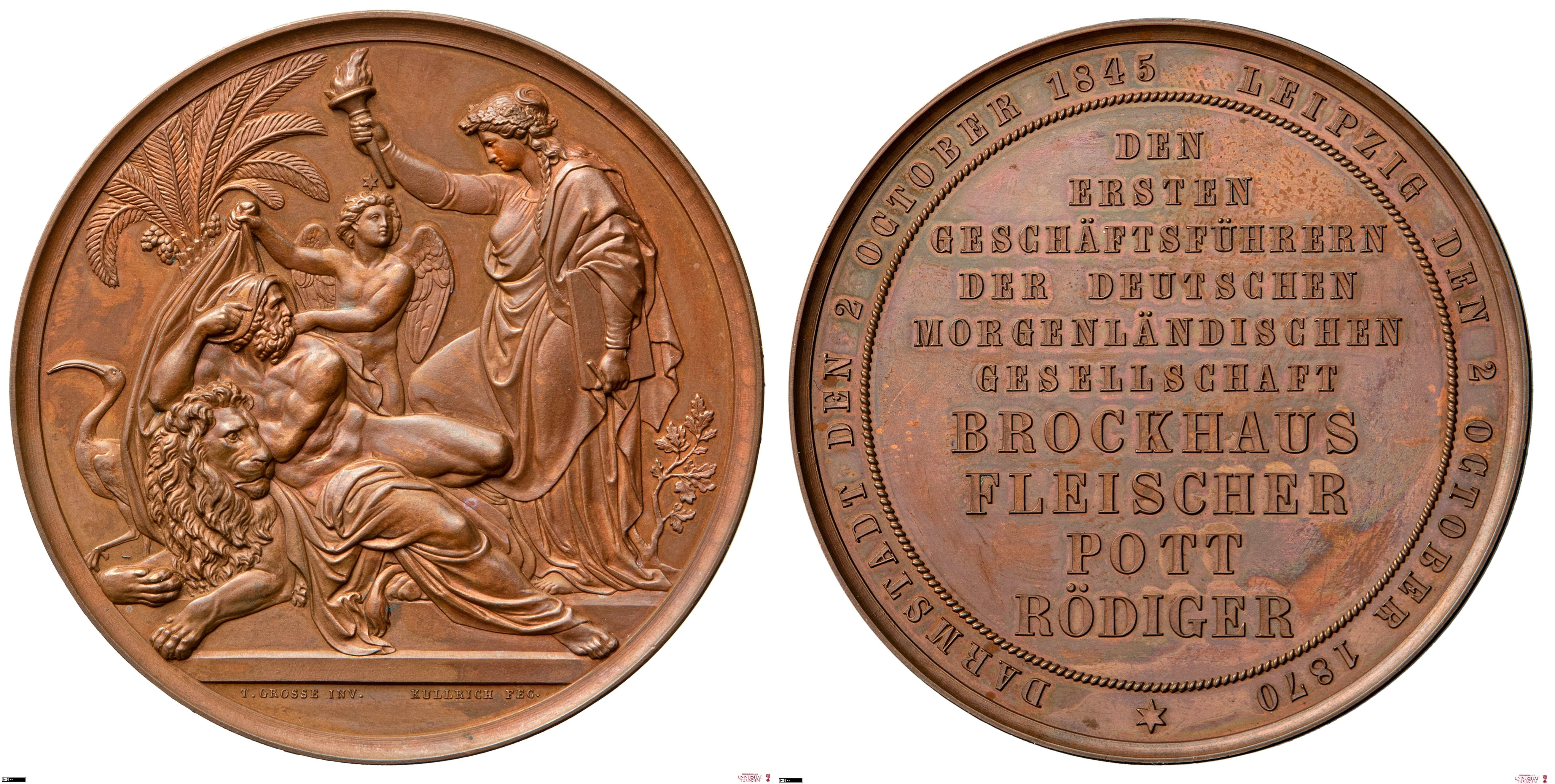
Medaille Brockhaus, Fleischer, Pott, Roediger 1870

Il y a une médaille pour Hermann Brockhaus, Heinrich Leberecht Fleischer, August Friedrich Pott et Emil Rödiger (de) gravée en 1870.

## Recherches

### Instituts de recherche
Le centre de recherche du Népal a ouvert en 1960 à Kathmandou sous le nom de Forschungsunternehmen Nepal-Himalaya (dénomination en cours jusqu'en 1974). Il est chapeauté depuis 2003 par la Fondation de l'institut allemand d'études spirituelles à l'étranger.
L'Institut de l'Orient (de), fondé en 1861 à Beyrouth a ouvert depuis 1987 une annexe à Istanbul.
La bibliothèque de la DMG se trouve à Halle. Elle contient environ 64 000 titres disponibles à la recherche.

### Publications
- Depuis 1847 : Zeitschrift der Deutschen Morgenländischen Gesellschaft. (ZDMG). Harrassowitz, Wiesbaden,  (ISSN 0341-0137), lecture numérisée des tomes I (1847) à CLVII (2007); lecture numérisée de quelques tomes par archive.org.
- Depuis 1857 : Abhandlungen für die Kunde des Morgenlandes. (AKM). Harrassowitz, Wiesbaden,  (ISSN 0567-4980).
- Depuis 1964 : Beiruter Texte und Studien. (BTS). Ergon, Würzburg,  (ISSN 0067-4931).

### Projets en cours
- Catalogage des manuscrits orientaux conservés en Allemagne (KOHD)
- Liste des manuscrits orientaux en Allemagne (Verzeichnis der Orientalischen Handschriften in Deutschland, VOHD)

### Publiés grâce à la DMG
- Die Vergleichungs-Tabellen der Muhammedanischen und Christlichen Zeitrechnung, publié par Ferdinand Wüstenfeld (de) en 1854
- Wörterbuch der Klassischen Arabischen Sprache (WKAS): Dictionnaire de la langue arabe classique

## Membres notables
- Lazarus Adler (de) (1810-1886)
- Friedrich August Arnold (de) (1812-1869)
- Johannes Benzing (de) (1913–2001)
- Carl Brockelmann (1886–1956)
- Hermann Brockhaus (1806–1877)
- Falk Cohn (de) (1833-1901)
- Gustav Droysen (1838–1908)
- Ludwig Duncker (de) (1810-1875)
- Heinrich Ewald (1803-1875)
- Heinrich Leberecht Fleischer (1801–1888)
- Johann Fück (de) (1894–1974)
- Hans Conon von der Gabelentz (de) (1807–1874)
- Wilhelm Geiger (1856-1943), membre d'honneur
- August Gladisch (de) (1804-1879)
- Gudrun Goeseke (1925-2008)
- Ernst Hammerschmidt (de) (1928–1993)
- Richard Hartmann (de) (1881–1965)
- Jakob Hausheer (de) (1865–1943)
- Ludolf Krehl (de) (1825–1901)
- John Loewenthal (de) (1885–1930)
- Justus Olshausen (1800-1882)
- Johannes Pinckert (de) (1879-1956)
- Richard Pischel (1849-1908)
- August Friedrich Pott (1802-1887)
- Franz Praetorius (de) (1847-1927)
- Édouard Reuss (1804-1891)
- Emil Rödiger (de) (1801–1874)
- Martin Schede (1883–1947), président de la DMG de 1939 à 1945
- Helmuth Scheel (de) (1895–1967)
- Bertold Spuler (1911–1990)
- Hans Stumme (1864–1936)
- Friedrich Wachtsmuth (1883–1975)
- Ernst Windisch (1844–1918)